# Isabel López López
Isabel López López (Vilar de Donis, Lugo 1951) va ser una líder veïnal vinculada al moviment obrer. Va ser una destacada militant de Comissions Obreres a la SEAT. És una de les poques dones a les que la premsa clandestina de CCOO va fer referència amb nom i cognoms. Va destacar pel seu activisme, sent detinguda i quatre vegades entre 1971 i 1974. Un cop legalitzades les CCOO va ser presidenta de la seva secció sindical a l'SEAT.

## Biografia

### Infància i joventut
Va néixer l'any 1951 a Vilar de Donis (Lugo). La seva família era republicana i el seu avi va ser assassinat per la guàrdia civil i els falangistes.
Al desembre del 1962 arribà a Catalunya amb 11 anys i s'instal·là a casa d'uns familiars al carrer de la Cera al barri del Raval. Aquell mateix any va entrar a una escola de protecció de menors a Santa Perpetua de Mogoda on va estar internada fins als 15 anys.
Posteriorment començà a treballar a una tintoreria i després a un taller tèxtil del carrer de Ferran de Barcelona. Durant aquest període, la seva mare va comprar un pis a Bellvitge i la Isabel se'n va anar a viure amb ella al barri.
El barri no tenia cap mena de serveis ni equipaments i també hi mancaven infraestructures com el clavegueram. Un cop instal·lades al barri (la Isabel i la seva mare), la Isabel va entrar a la fàbrica Seat, on treballà a la secció de tapisseria dels cotxes.

### Moviment obrer
La Isabel va començar a prendre consciència sobre el moviment obrer arran de la mort d'un treballador en el conflicte de la fàbrica Seat.
Dies després, a causa d'un incident amb un policia secret, va ser denunciada i li van imposar una suspensió d'ocupació i sou temporal.
Al tornar-se a incorporar a la fàbrica, va ser traslladada a la zona de cablejat, i un cop allà, va ser sancionada de nou amb una expulsió de deu dies, per incomplir els horaris reglamentaris per anar al servei. El seu activisme va tenir com a conseqüència que la policia se l'emportés a la comissaria de Via Laietana de Barcelona per interrogar-la.
Va ser multada diverses vegades però com no tenia diners per pagar les multes, va acabar ingressant a la presó de la Trinitat en tres ocasions.
Va participar activament a les manifestacions que es feien a Bellvitge per reclamar unes condicions de vida dignes i més serveis per al barri.
La Isabel destaca la seva relació amb la Pura Fernández García i en Felipe Cruz Fernández arran de la seva gran implicació en el moviment veïnal de Bellvitge.
Finalment, la Isabel es casà, tingué un fill i fins a l'actualitat continua residint al barri de Bellvitge.